# 15e brigade d'affectation opérationnelle
Pour les articles homonymes, voir 15e brigade.
La 15e brigade d'affectation opérationnelle nommé d'après le héros de l'Ukraine Lt. Bohdan Zavada (en ukrainien : 15-та бригада оперативного призначення імені Героя України лейтенанта Богдана Завади, abrégé en 15 БрОП ; numéro d'unité militaire 3029) également connu sous le nom Brigade Kara-Dag est une brigade de la Garde nationale de l'Ukraine qui fait partie du Commandement opérationnel sud ; elle porte le n°3029 et le nom de Bohdan Zavada.

## Chefs de corps
- 2014 – 2018 ː Colonel Oleksandr Vasyliovytch Khomenko (uk)[1]
- 2018 – 2021 ː Colonel Belyaev Andriy Mykolayovytch[2]
- 2021 – 2023 ː Colonel Serdiouk Serhiy Iouriyovytch[3]
- 2021 – 2023 ː Colonel Vlassenko Dmytro Anatoliyovytch (uk)[3]
- 20243 – présent ː Colonel Ivan Bondarenko[4]

## Historique
La brigade a été créée sur la base du 9e régiment opérationnel de la Garde nationale où servait Bohdan Zavada. Elle était une unité spéciale Guépard qui opérait depuis 1994, le professionnalisme de ses militaire sous contrat en a fait la base de nouvelles structures. Elle était engagée lors de la guerre du Donbass, pendant laquelle tombèrent Ivan Iakouchin, Ihor Ioukhymets et Bohdan Zavada.
L'unité est engagée lors de l'invasion de l'Ukraine par la Russie en 2022. Le 26 février 2022 elle est engagée autour des villes de Melitopol, Tokmak et Molotchansk essayant de ralentir l'avancée russe en direction de Zaporijjia. Elle reste ensuite positionnée au sud de la ville, autour de Kamyanske.
Dans le cadre de l'opération de recrutement offensive guard le 9e régiment devient une brigade et est renommée : Kara Dag.
À l'été 2023, elle participe à la contre-offensive de Zaporijia du côté de Orikhiv-Robotyne en face de Verbove.
En août 2024, elle combat dans les faubourgs de Pokrovsk dans l'oblast de Donetsk.

## Structure

### Ordre de bataille
- État-major de la brigade ;
  - 
    -  Compagnie de protection du QG ;
    -  unité de recrutement[6] ;

  -  1er bataillon de gardes
  -  2e bataillon de gardes
  -  3e bataillon de gardes
  -  4e bataillon de gardes
  -  5e bataillon de gardes
  -  6e bataillon de gardes
  -  Compagnie de chars
  -  Groupe d'artillerie de la brigade[7] :
    - 
      -  État-major (штаб) du groupe d'artillerie ;
      -  batterie de contrôle et d'acquisition de cibles ;

    -  1er bataillon d'artillerie automotrice ;
    -  2e bataillon d'artillerie ;
    -  Bataillon de lance-roquettes multiples ;
    -  Bataillon antichars ;

  -  Bataillon de systèmes aériens d'attaque sans pilote « Gost of Khortytsia »
  -  Bataillon de défense anti-aérien
  -  Compagnie de reconnaissance à vocation spéciale

### Matériel
La compagnie de chars est équipée de T-64BV, ses bataillons de mêlés de BTR-4, Varta, KrAZ Cobra, son bataillon d'artillerie de 2S1 Gvozdika et de MT-12 Rapira.

## Honneurs
Le 22 octobre 2022 elle reçoit le nom « Bohdan Zavada » et la distinction Pour le Courage et la Bravoure.